# Chudania hellerina
Chudania hellerina är en insektsart som beskrevs av Zhang och Yang. Chudania hellerina ingår i släktet Chudania och familjen dvärgstritar. Inga underarter finns listade i Catalogue of Life.